# Conseil de Flandre (comté de Flandre)
Pour les articles homonymes, voir Conseil de Flandre.
Le Conseil de Flandre (en néerlandais Raad van Vlaanderen) était la plus haute instance de l'ordre judiciaire dans le comté de Flandre.  
Plus tard, il fut subordonné au Grand conseil des Pays-Bas à Malines. 

## Liste des présidents
- Pierre van den Zype
- Pierre de Camdonck
- 1407 : Simon de Formelles
- Goswin le Sauvage
- Gilles van der Woestyne
- 1465 : Adrien Collin
- Thomas de Plaine
- Paul de Baenst
- Philippe Wielandt
- Jean le Sauvage
- 1518 : Richard Rogier
- Nicolas Uyttenhove
- Pierre Tayspil
- Louis Helleweghe
- Adrien van der Burch (en)
- Jacques de Blaesere
- Jacques Martens
- Guillaume de Pamele (en)
- Nicholas Damant (en)
- 1587 : Jacques Bogaert
- 1598 : Jacques Liebart
- 1605 : Guillaume van Corenhuyse
- 1617 : Marc de Hertoghe
- 1626 : Guillaume Wyts
- Aurèle Augustin de Malinez
- 1649 : Philippe-Guillaume de Steenhuys (en), baron de Poederle
- 1650 : Jean-Baptiste della Faille d'Assenede
- 1668 : Louis Errembault
- 1679 : Antoine vander Piet
- 1706 : Antoine Sersanders de Luna
- 1722 : François Aloyse van der Meersch
- 1739 : Frédéric Charles van Vaerendoncq

## Sources
- Jean-Baptiste Christyn (en), Histoire generale des Pais-Bas, contenant la description des XVII. Provinces, Volume 2, 1743
- J. Buntinx, De audientie van de graven van Vlaanderen. Studie over het centraal grafelijk gerecht (c. 1330-c. 1409)., 1949, 458 blz., Brussel - Paleis der Academiën
- Joke Verfaillie, Au cœur de la Cour. De griffie en de griffiers van de Raad van Vlaanderen, Gent, 2017.
- Jean Léonard Henri Ganser, Le Conseil de Flandres, Ghent, 1846.